# El Lago
El Lago är en stad och förort till Houston i Harris County i Texas. Vid 2020 års folkräkning hade El Lago 3 090 invånare.